# Neder-Bratteggtjärnen
Neder-Bratteggtjärnen är en sjö i Bergs kommun i Härjedalen och ingår i Ljungans huvudavrinningsområde. Sjön har en area på 0,0975 kvadratkilometer och ligger 725,7 meter över havet.

## Delavrinningsområde
Neder-Bratteggtjärnen ingår i det delavrinningsområde (697924-136859) som SMHI kallar för Utloppet av Över-Röversjön. Medelhöjden är 744 meter över havet och ytan är 19,27 kvadratkilometer. Räknas de 15 avrinningsområdena uppströms in blir den ackumulerade arean 144,38 kvadratkilometer. Rövran som avvattnar avrinningsområdet har biflödesordning 2, vilket innebär att vattnet flödar genom totalt 2 vattendrag innan det når havet efter 309 kilometer. Avrinningsområdet består mestadels av skog (78 procent). Avrinningsområdet har 1,12 kvadratkilometer vattenytor vilket ger det en sjöprocent på 5,8 procent.